# Åsesjön
Åsesjön är en sjö i Kungälvs kommun i Bohuslän och ingår i Göta älvs huvudavrinningsområde. Åsesjön ligger i Svartedalen Natura 2000-område. Sjön är 1,5 meter djup, har en yta på 600 kvadratmeter och befinner sig 114 meter över havet.